# Anthurium giraldoi
Anthurium giraldoi är en kallaväxtart som beskrevs av Thomas Bernard Croat. Anthurium giraldoi ingår i släktet Anthurium och familjen kallaväxter. Inga underarter finns listade.